# Philipp Riederle

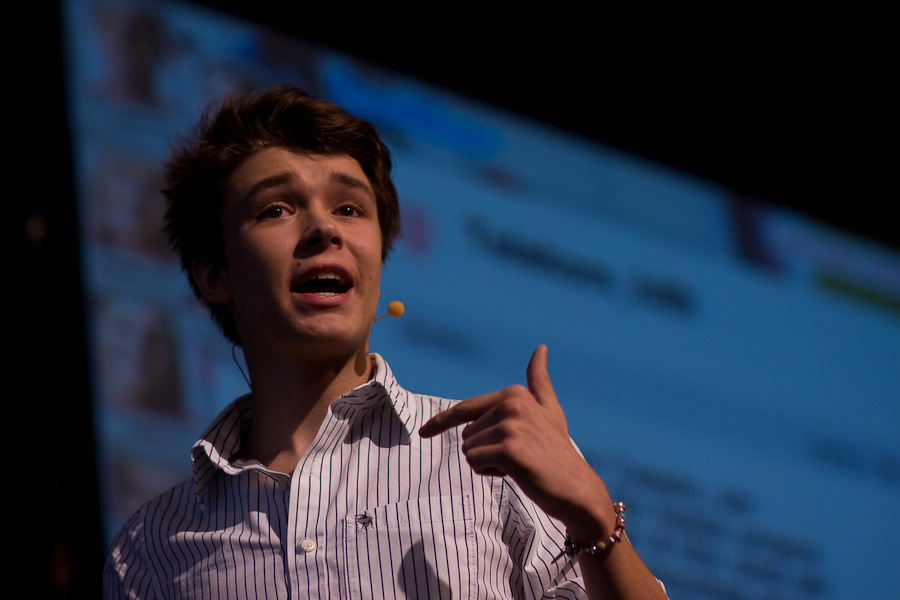
Riederle 2010 beim Kongress „The World after Advertising“

Philipp Riederle (* 9. Oktober 1994 in München) ist ein deutscher Autor und Unternehmensberater. Durch seinen Videopodcast „Mein iPhone und Ich…“ erlangte er überregionale Bekanntheit.

## Leben
Riederle wurde 1994 in München als Sohn des Ingenieurs Martin Riederle geboren und besuchte das Dossenberger-Gymnasium in Günzburg. Neben der Schule betrieb er mehrere Projekte, die ihn im Internet unter dem Pseudonym „Phipz“ bekannt machten.
Im April 2008 rief er den Podcast „Mein iPhone und Ich…“ ins Leben, worin er von seinen Erfahrungen mit dem Apple iPhone berichtete und Mobile Apps für dieses Gerät vorstellte. Vorerst wurden diese Folgen mit einfachstem Equipment im heimischen Kinderzimmer aufgezeichnet. Nachdem zahlreiche Apple-Fans auf das Projekt aufmerksam wurden und der Podcast in kürzester Zeit in die Liste der Podcast-Charts in iTunes einstieg, baute er im Partykeller seiner Großeltern ein Studio mit HD-Kameraequipment und Greenscreen-Technik auf.
Gesponsert von einem Internet-Versandhändler gründete Riederle im Mai 2010 sein Zweitprojekt „Mein iPad und Ich…“.
Die steigenden Downloadzahlen sowie das Feedback der Zuschauer bewogen den damals 15-Jährigen dazu, sich mit einem eigenen Unternehmen, der „Phipz Media UG (haftungsbeschränkt)“, selbstständig zu machen, die Geschäftsführung übernahm der Vater, Martin Riederle. In einem Werkstätten-Gebäude in seinem Wohnort Burgau steht ihm dafür ein Büroraum zur Verfügung. Zwischenzeitlich erreichten die Projekte nach eigenen Angaben jährlich etwa eine Million Downloads.
Riederle wurde 2010 erstmals als Referent über das Thema Social Media eingeladen – so zu den „Audiovisual Media Days“ und auf einige andere Branchenveranstaltungen. In Düsseldorf hielt er im Rahmen der Veranstaltung „The World after Advertising“ vor bekannten Persönlichkeiten im November einen Vortrag mit dem Titel „Ihr wollt wissen, was wir brauchen – das Kommunikationsverhalten der Digital Natives“.
Neben einigen Publikationen in der lokalen Presse war Riederle auch in einigen Fernsehsendungen zu Gast, so im September 2012 beispielsweise in der ZDF-Sendung Pelzig hält sich oder im Frühjahr 2013 beim Morgenmagazin von Sat.1 und ZDF.
Im Alter von 18 Jahren veröffentlichte er ein Buch mit dem Titel „Wer wir sind und was wir wollen“. (4 Wochen auf der SPIEGEL-Bestsellerliste) Im April 2017 erschien sein zweites Buch „Wie wir arbeiten, und was wir fordern“.
Seit August 2018 gehört Riederle dem Beirat „Digitale Wirtschaft“ des Ministeriums für Wirtschaft, Innovation, Digitalisierung und Energie des Landes NRW an.
Er gehört außerdem dem Beirat des Stifterverbandes zur Initiative "Wirkung Hoch 100" an. Der Beirat bewertet und begleitet zu fördernde, herausragende Zukunfts-Projekte in den Bereichen Bildung, Wissenschaft und Innovation.
Im Dezember 2020 hat Riederle sein Studium „Soziologie, Politik & Ökonomie“ an der Zeppelin Universität mit Bestnote und Auszeichnung abgeschlossen.
Derzeit lebt er in Friedrichshafen. 

### Auszeichnung
Im Rahmen der Initiative Wissenschaftsjahr 2014 Die Digitale Gesellschaft des Bundesministeriums für Bildung und Forschung und der Gesellschaft für Informatik wurde er mit der Auszeichnung Deutschlands Digitale Köpfe geehrt. Die Auszeichnung gilt jenen, die mit ihren Ideen und Projekten die digitale Entwicklung in Deutschland vorantreiben.
Im Juli 2017 wurde Philipp Riederle die Auszeichnung „Certified Speaking Professional“ (CSP) von der National Speakers Association verliehen. Der CSP gilt als die höchste, weltweit anerkannte Qualitätsauszeichnung für hauptberufliche Redner.

## Veröffentlichungen
- Philipp Riederle: Wer wir sind, und was wir wollen : Ein Digital Native erklärt seine Generation, Droemer Knaur, München 2013, ISBN 978-3-426-78611-6
- Philipp Riederle: Wie wir arbeiten, und was wir fordern : Die digitale Generation revolutioniert die Berufswelt, Droemer Knaur, München 2017, ISBN 978-3-426-27729-4

Berichte über Philipp Riederle
- Maximilian Aubele: Seine Firma produziert Podcasts. In: Augsburger Allgemeine. 23. Juni 2010 (Online).
- Dennis Rother: Schüler berät Manager. In: Neue Westfälische. 16. Oktober 2010 (Online).
- Catrin Bialek: 16-jähriger Gymnasiast erklärt die neue Werbewelt. In: Handelsblatt. 12. Dezember 2010 (Online).
- Pfiffiger Podcast vom Phipz. In: DPA-Infocom. 15. Dezember 2010.
- Jeannette Krauth: Der Netzstecker. In: Berliner Tagesspiegel. 20. Dezember 2010 (Online).
- Anatol Locker: „Zuhörer erwarten nicht viel von einem 16-Jährigen“. In: ZDF heute.de. 9. Januar 2011 (Online).